# Kateřina Brožová

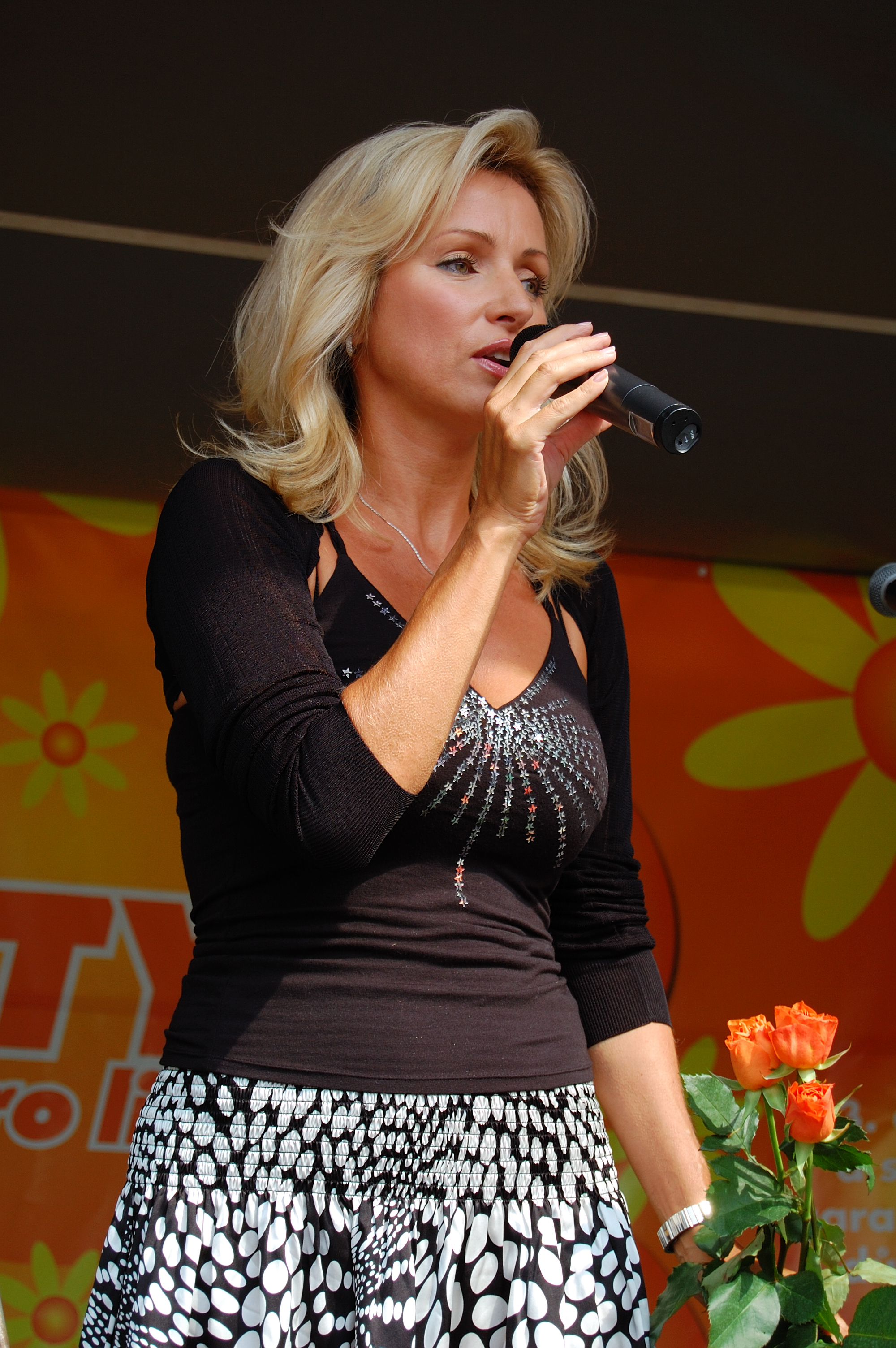
Kateřina Brožová (2009)

Kateřina Brožová (* 9. Februar 1968 in Prag, Tschechoslowakei) ist eine tschechische Schauspielerin und Sängerin.

## Leben
Kateřina Brožová stammt aus einer künstlerischen Familie, in der mehrere Mitglieder bereits Sänger und Schauspieler waren. Sie debütierte bereits im Alter von 14 Jahren in der 1983 erschienenen und von Vít Olmer inszenierten Familienkomödie Stav ztroskotání als Schauspielerin auf der Leinwand. Sie studierte Schauspiel an der Theaterfakultät der Akademie der Musischen Künste in Prag (DAMU), wo sie 1991 ihren Abschluss machte. Noch im selben Jahr spielte sie die Figur der Caroline in dem Fantasyfilm Prinzessin Fantaghirò. Für die ersten beiden Fortsetzungen Prinzessin Fantaghirò II und Prinzessin Fantaghirò III kehrte sie in die Rolle zurück.
Parallel zu ihrer Schauspielerei beim Film trat sie auch weiterhin am Theater auf, moderierte Fernsehsendungen und synchronisierte mehrere Filme und Serien. Als Sängerin spielte sie nicht nur mit mehreren Ensembles mit, sie nahm mit Ráda se svlíkám, American Dream, Christmas Dream und Kateřina auch vier Soloalben auf. Außerdem zog sie sich 1999 für die Novemberausgabe des tschechischen Playboys aus.

## Filmografie (Auswahl)
- 1983: Stav ztroskotání
- 1991: Prinzessin Fantaghirò (Fantaghirò)
- 1992: Prinzessin Fantaghirò II (Fantaghirò 2)
- 1993: Prinzessin Fantaghirò III (Fantaghirò 3)
- 1995: Die Affäre Dreyfus (L'affaire Dreyfus)
- 2011: Hranari
- 2018: Das Geheimnis des zweiköpfigen Drachen

## Diskografie
- 2002: Ráda se svlíkám
- 2005: American Dream
- 2005: Christmas Dream
- 2006: Kateřina